# Amazing Journey: The Story of The Who
Amazing Journey: The Story of The Who je dokumentární film Murrayho Lernera a Paula Crowdera z roku 2007 o anglické rockové kapele The Who. Film obsahuje nové rozhovory se členy kapely Rogerem Daltreym, Johnem Entwistlem, Kenneym Jonesem a Petem Townshendem, stejně jako se Stingem, The Edgem, Noelem Gallagherem, Eddiem Vedderem, Stevem Jonesem a dalšími. Také obsahuje vzácné fotky čtyř členů kapely a archivní záběry z roku 1964. Soundtrack tohoto filmu také slouží jako kompilace největších hitů této kapely.
Set dvou DVD obsahuje záběry, které se neobjevily v předchozích dokumentech, včetně záznamu koncertu na univerzitě v Leedsu z roku 1970, předtím nezveřejněné záběry z vystoupení v Kodani, kde Daltrey odešel z pódia, protože se hraní ostatních členů kapely změnilo kvůli amfetaminům v chaotický hluk – což mělo za následek rvačku v zákulisí mezi Daltreym a Moonem a Datrey byl dočasně vyhozený z kapely – a vystoupení z roku 1964 v Railway Hotelu, kdy byli ještě The High Numbers.
Film byl v roce 2009 nominován na cenu Grammy.

## Disk 1

### Kapitoly
Film je rozdělen na čtyři "strany" dvou LP disků. Názvy kapitol tvoří texty písní The Who, přičemž "Overture", "When I Was a Boy", "Young Man Blues", "So Sad About Us" a "Music Must Change" jsou názvy písní The Who.
- STRANA 1

1. Overture
2. When I Was a Boy
3. He's Your Leader, He's Your Guide
4. Young Man Blues
5. Who the Fuck Are You?
6. Dressed Right For a Beach Fight
7. In Your Hand You Hold Your Only Friend
8. I'm the Guy In the Sky
9. So Sad About Us

První "strana" popisuje počátky The Who, konkrétně: jejich zamyšlení, jak druhá světová válka ovlivnila jejich životy a Anglii obecně; jak a proč se The Who stali Mods a detaily životního stylu této subkultury; jak se čtyři členové kapely dali dohromady; vliv Kita Lamberta a Chrise Stampa na kapelu; jejich první hit ("I Can't Explain") a první album (My Generation).
- STRANA 2

1. They Tried and Tried and Tried
2. Substitute Me For Him
3. I Can See For Miles and Miles
4. Teenage Wasteland
5. The Music Must Change
6. What Is Happening In His Head?

Druhá "strana" se zaměřuje na snahu kapely uspět; Monterey Pop Festival; jejich zkušenosti s halucinogenními drogami a jejich vliv na Townshendovu hudbu a texty; vliv Mehera Baby na život Petea Townshenda; vydání Tommyho.
- STRANA 3

1. No One Knows What It's Like
2. I'm Remembering Distant Memories...
3. Can You See the Real Me?
4. You Only Became What We Made You
5. I Don't Suppose You Would Remember Me?
6. Just Want to be Making Daily Records...

Třetí "strana" popisuje přeměnu The Who na konci šedesátých let: Peteův projekt Lifehouse, který byl později ukončen a jehož písně se později staly základem nejúspěšnějšího alba The Who, Who's Next; Quadrophenii; neshody mezi Lambertem, Stampem a kapelou; smrt Keithe Moona a rozhodnutí kapely i přesto pokračovat s novým bubeníkem Kenneym Jonesem a klávesistou Johnem Bundrickem a vývoj kapely Moonově smrti; Peteovo konečné rozhodnutí rozpustit kapelu.
- STRANA 4

1. Rock Is Dead They Say
2. Let Your Tears Flow, Let Your Past Go
3. The Past Is Calling
4. Pick Up My Guitar and Play
5. Closing Credits/My Generation

Poslední čtvrtá "strana" se moc nezaměřuje na období mezi rozpadem kapely v roce 1983 a jejich návratem v roce 1996, ale obsahuje: Entwistleovy finanční problémy po rozpadu kapely; Daltreyho a Townshendovo rozhodnutí dát The Who znovu dohromady, aby Entwistleovi pomohli; jejich vystoupení na The Concert for New York City; Johnova smrt v roce 2002; obvinění Petea Townshenda z dětské pornografie; jak Entwistleova smrt změnila vztah mezi Daltreym a Townshendem.

## Soundtrack
Vizte Amazing Journey: The Story of The Who (soundtrack).